# Cabana

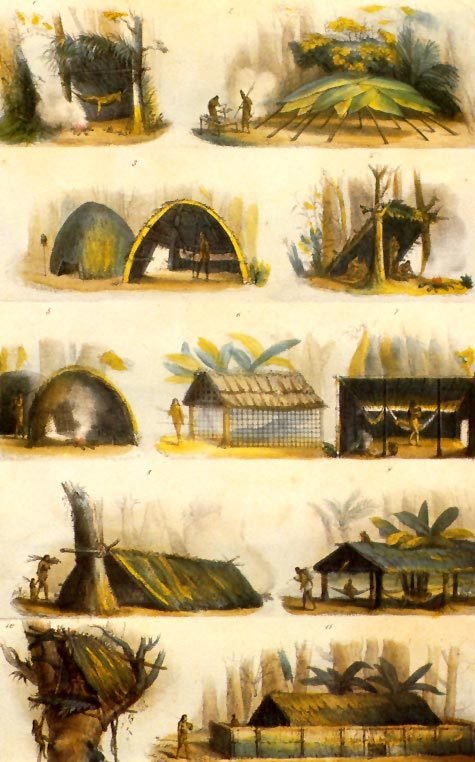
Diferentes formas de cabanas e choças dos indígenas brasileiros por Jean-Baptiste Debret.

Cabana, mucambo, mocambo, palhoça, palhota, tejupar, cubata ou choupana são denominações dadas a moradias construídas artesanalmente, muitas vezes de frágil constituição. É um tipo de casa geralmente localizada fora dos centros urbanos, construída essencialmente a partir de técnicas e matérias-primas locais. É usada tanto como moradia quanto para acomodação turística. Cabana também é um termo utilizado para se referir a construções militares para estabelecimento temporário.
Apresenta diferenças no Brasil mais de natureza regional, conforme o material empregado na sua construção — folha de buriti, palha de coqueiro, palha de cana, capim, sapé, lata velha, pedaços de flandres ou de madeira, cipó ou prego — do que de tipo, numas regiões mais africano, noutras mais indígena.
Deve-se notar que o mucambo dos índios — o tejupar — feito de palha, que os primeiros cronistas acharam-no parecido com a cabana portuguesa dos camponeses do Norte.
Dessas cabanas algumas eram de colmo; outras construídas de madeira ou barro amassado (taipa). A coberta de colmo usou-se até o século XVIII, de modo que Portugal já nos trazia a tradição do mucambo.

## Etimologia
A palavra cabana vem do latim capanna, que significa casa rústica. Capanna também originou as palavras cabine e gabinete.